# Zbrojownia Pałacowa w Valletcie
Zbrojownia Pałacowa (malt. L-Armerija tal-Palazz, ang. Palace Armoury) – kolekcja uzbrojenia, znajdująca się w Pałacu Wielkiego Mistrza w Valletcie na Malcie. Była to główna zbrojownia Zakonu Joannitów w XVII i XVIII wieku, jak również ostatni arsenał założony przez zakon rycerski. Chociaż do dziś zachowała się jedynie część oryginalnego uzbrojenia, ciągle jest to jedna z największych na świecie kolekcji broni i uzbrojenia ochronnego wciąż mieszczących się w oryginalnym budynku, jakkolwiek nie w swoim pierwotnym miejscu. Zbrojownia Pałacowa otwarta została jako muzeum w roku 1860.

## Historia

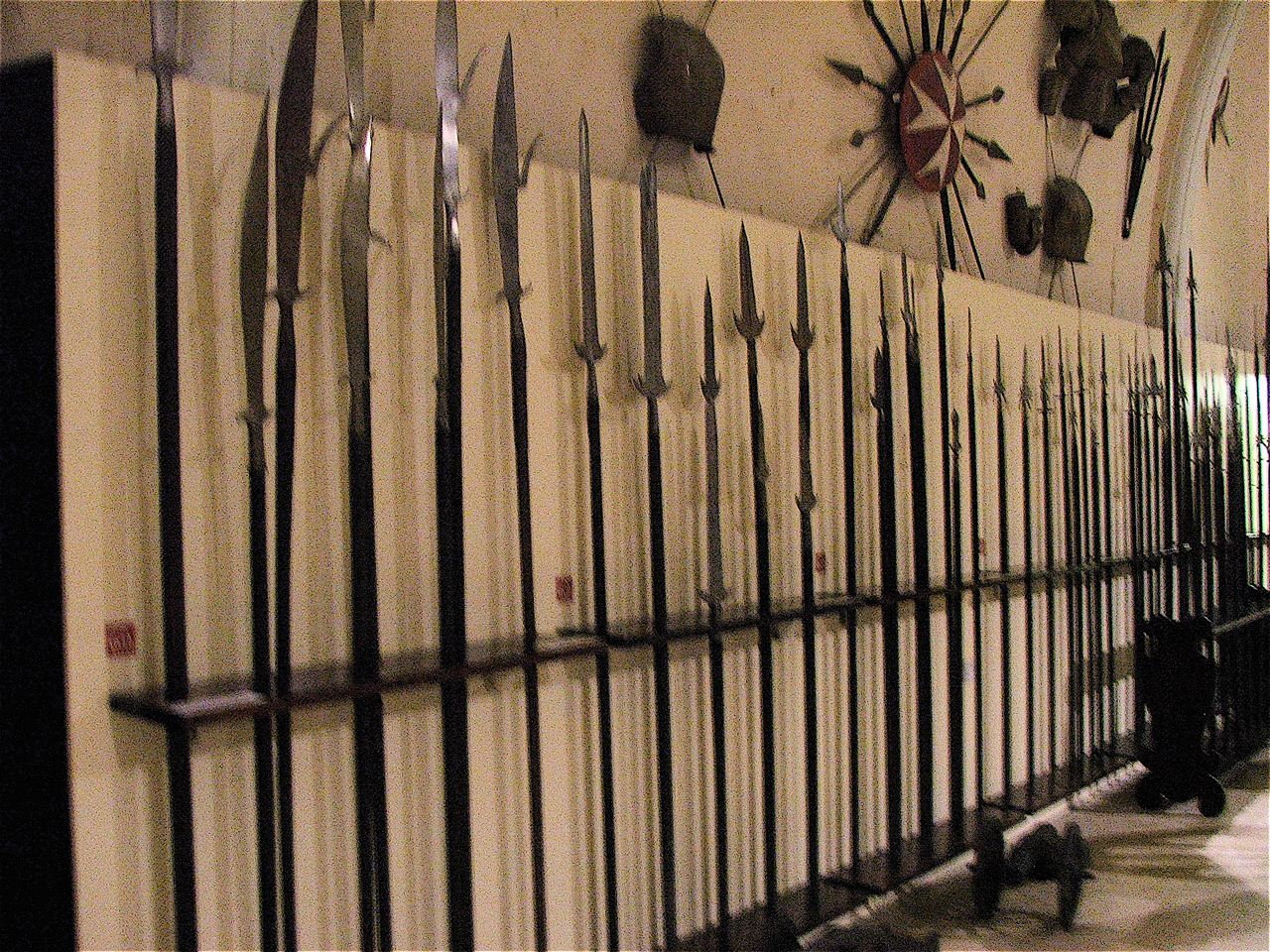
Kolekcja broni drzewcowej w Zbrojowni Pałacowej

W roku 1604 arsenał zakonny został przeniesiony przez Alofa de Wignacourt do Pałacu Wielkiego Mistrza i umieszczony w olbrzymiej sali na tyłach budynku. W tym czasie zgromadzono w nim uzbrojenia dla kilku tysięcy żołnierzy. Zbrojownia została przearanżowana w XVIII wieku za rządów Manuela Pinto da Fonseca.
Przypuszcza się, że pewne części uzbrojenia zostały zabrane i wywiezione statkami do Francji podczas okupacji Malty przez Francuzów w latach 1798–1800, jako część „zorganizowanego rabunku dzieł sztuki i skarbów historycznych”, przeprowadzonego przez Napoleona. We wczesnych latach XIX wieku zbrojownia została zmodyfikowana przez Brytyjczyków, którzy dodali podpory w formie kolumn z motywami egipskimi. W roku 1855 zostały one usunięte i powróciły do Anglii.

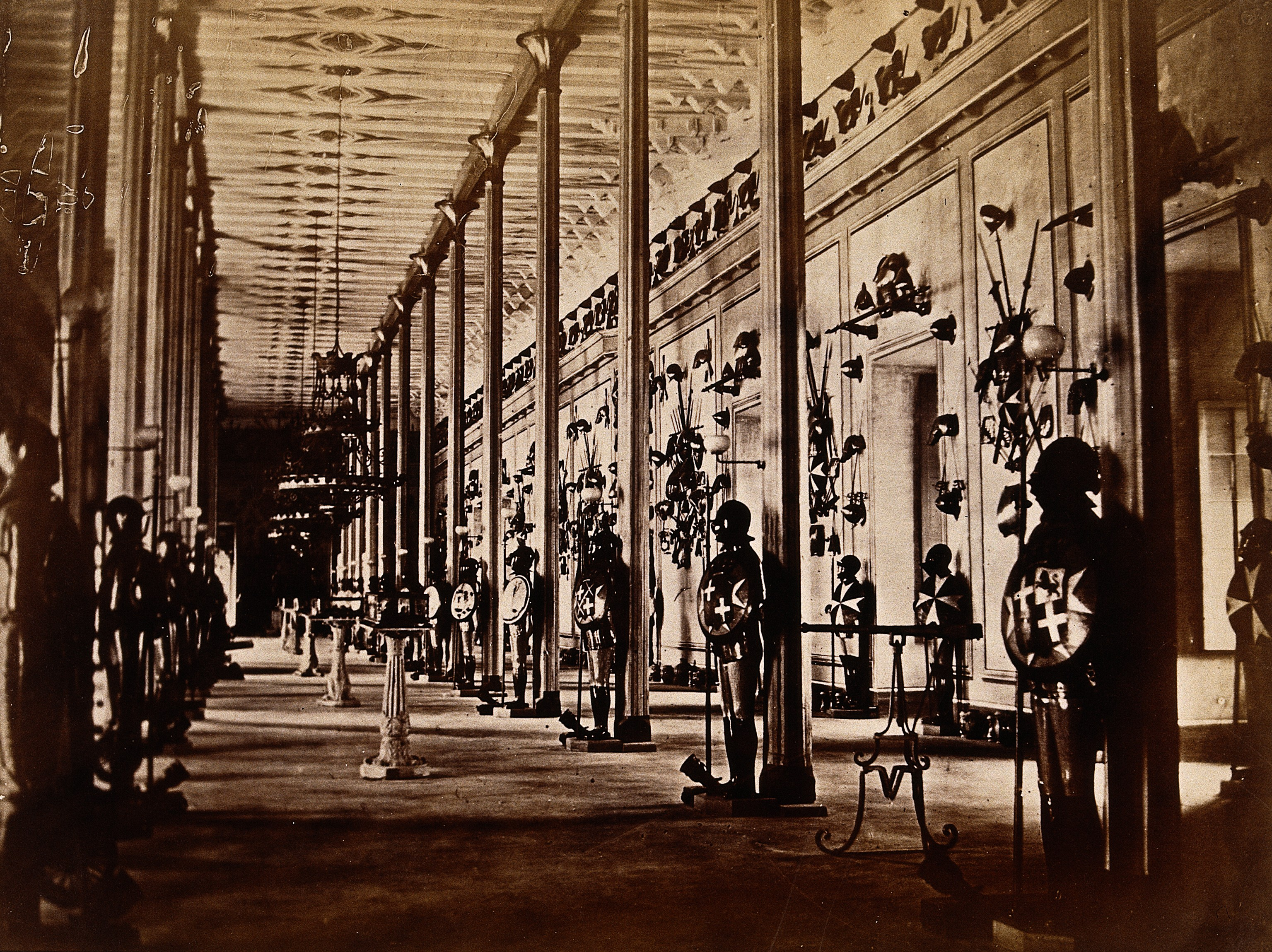
Zbrojownia Pałacowa w latach 1880.

W drugiej połowie lat 50. XIX wieku zbrojownia została odnowiona pod osobistym kierownictwem gubernatora Johna Gasparda Le Marchant i w roku 1860 otwarto ją dla publiczności jako muzeum. Około roku 1900 zbiory muzeum zostały skatalogowane przez Guy Francisa Lakinga, który wydał książkę zatytułowaną The Armoury of The Knights of St. John of Jerusalem.
W czasie II wojny światowej, 7 kwietnia 1942 roku, sala mieszcząca kolekcję została uszkodzona podczas bombardowania lotniczego. Po tym zdarzeniu postanowiono zabezpieczyć zbiory i przeniesiono je do piwnic Pałacu Wielkiego Mistrza oraz do Girgenti Palace. Po wojnie uszkodzenia sali zostały naprawione, a zbrojownię ponownie otwarto w roku 1948. W roku 1969 UNESCO wysłało na Maltę polskich ekspertów, Aleksandra Czerwińskiego oraz Zdzisława Żygulskiego, z zadaniem opracowania programu ekspozycji, inwentaryzacji i konserwacji zbiorów z tej kolekcji. W swoim raporcie nazwali ją jednym z „najbardziej wartościowych historycznych pomników kultury europejskiej”.

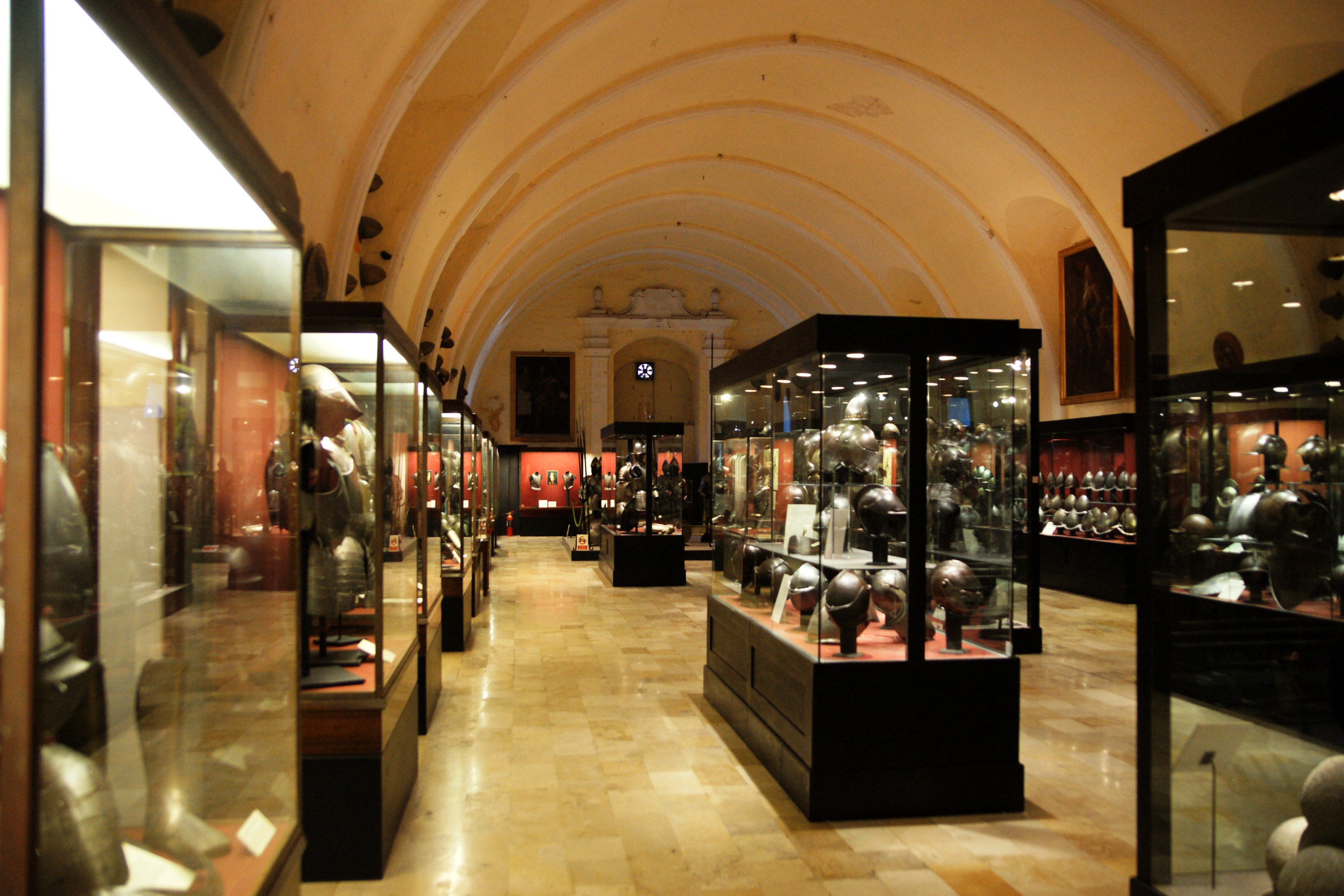
Widok jednej z sal zbrojowni

W roku 1975 kolekcję przeniesiono z oryginalnego miejsca jej przechowywania do dwóch sal dawnej stajni na parterze pałacu, gdzie pozostają do dzisiaj. Oryginalna sala zbrojowni została przekształcona w salę spotkań Parlamentu Malty i pełniła taką rolę od roku 1976 do 2015, kiedy nowy Parliament House został oddany do użytku nieopodal wejścia do Valletty.
W roku 2003 historyk wojskowości Stephen C. Spiteri podjął badania historyczne zbrojowni. Obecnie muzeum jest zarządzane przez Heritage Malta.

## Zbiory muzeum

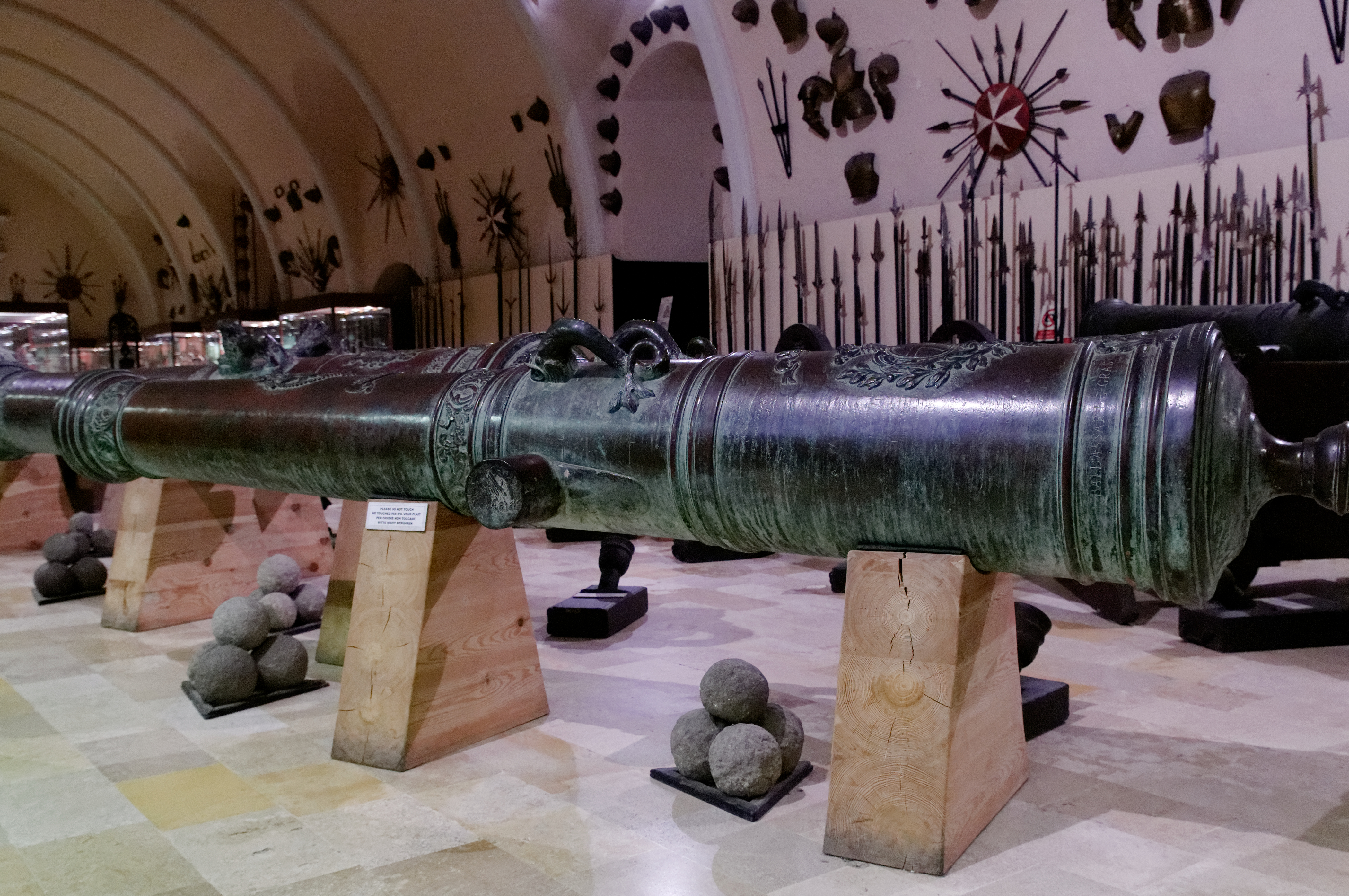
Działo, jeden z eksponatów muzeum

Zbiory Zbrojowni Pałacowej obejmują:
- kilka kompletnych zbroi należących do rycerzy zakonu św. Jana, datowanych głównie na około 1550–1650, w tym osobiste zbroje wielkich mistrzów Martina Garzez i Alofa de Wignacourt, a także wielkiego komandora Jean-Jacques’a de Verdelin[2];
- wiele kompletnych zbroi bojowych dla zwykłych żołnierzy, datowanych na lata około 1550–1650, wykonanych głównie we Włoszech, lecz niektóre z nich pochodzą z Francji, Hiszpanii i Niemiec[2];
- liczne egzemplarze broni palnej, białej i innego uzbrojenia, datowane od XVI do XVIII wieku, między innymi broń turecką zdobytą podczas Wielkiego Oblężenia Malty w roku 1565[2];
- kilka dział i innej artylerii, które stanowiły uzbrojenie różnych maltańskich fortyfikacji[1]. Datowane są na wiek XV do XVIII[2];

Pewna ilość współczesnego uzbrojenia, z okresu I i II wojny światowej, była również włączona do kolekcji. Kiedy w roku 1975 zbrojownia została przeniesiona, przekazano je do Narodowego Muzeum Wojny w forcie Saint Elmo.